# Cmentarz rzymskokatolicki w Dyneburgu

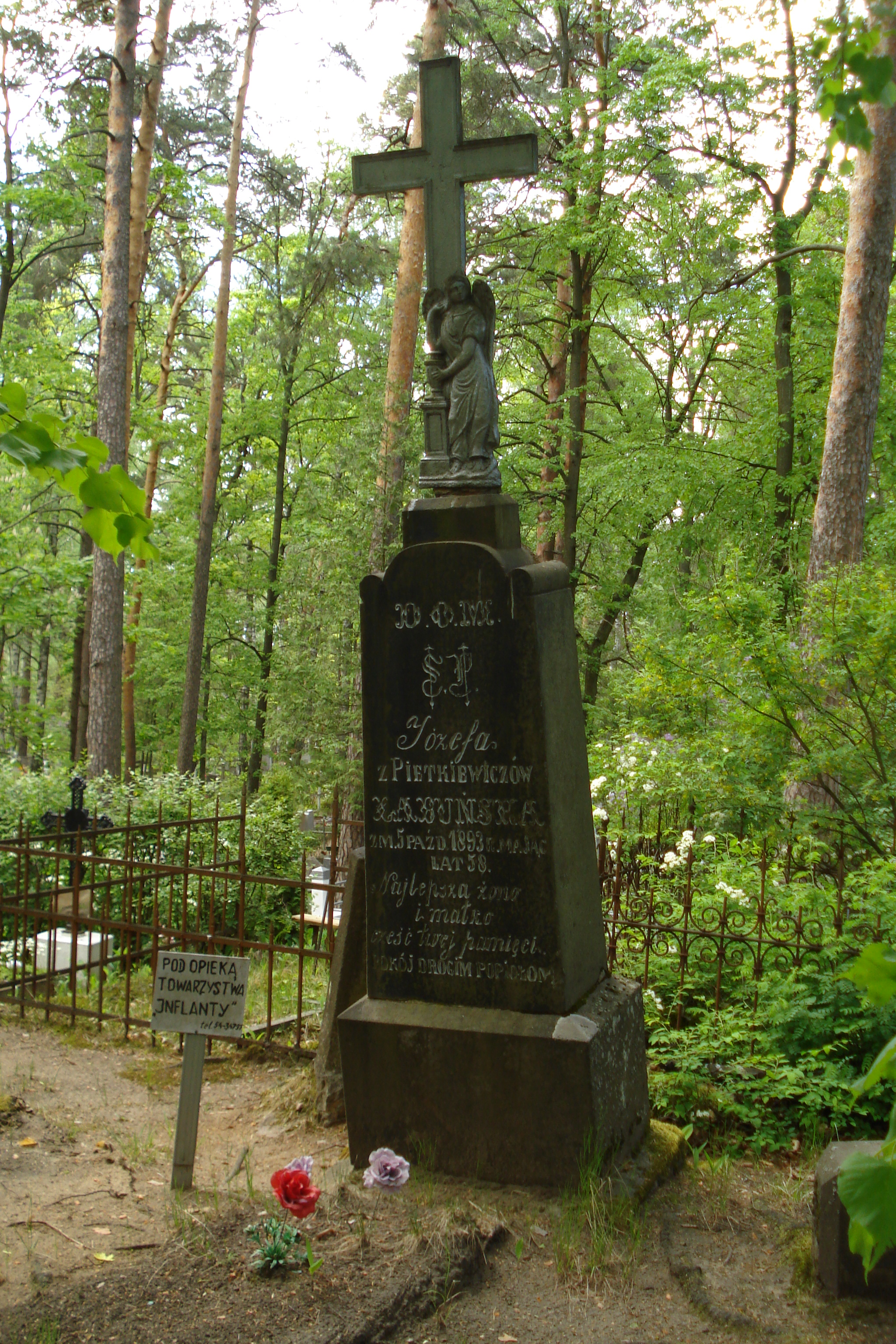
Grób z 1893

Cmentarz rzymskokatolicki w Dyneburgu (łot. Daugavpils katoļu kapi) – cmentarz katolicki położony w Dyneburgu o dużym znaczeniu dla łatgalskich Polaków. 
Cmentarz usytuowany jest 5 km od centrum miasta na lewo od szosy prowadzącej do Petersburga przy ulicy 18 Listopada (łot. 18. novembra ielā). Otaczają go lasy oraz inne nekropolie (luterańska, komunalna, wojskowa). Ma kształt czworokąta i liczy 12 ha. 
Został uroczyście otwarty przez władze miasta 16 października 1878 i poświęcony przez ks. Józefa Jałowieckiego (1817-1885), proboszcza kościoła w Krasławiu. W 1970 cmentarz zamknięto dla pochówków. 
Nekropolią opiekują się dwie parafie rzymskokatolickie w Dyneburgu: pw. Niepokalanego Poczęcia Najświętszej Marii Panny oraz pw. Św. Piotra w okowach. 
Na cmentarzu znajduje się drewniana kaplica z dzwonnicą postawiona w 1883 ku czci Matki Boskiej. 
Na terenie nekropolii pochowani są Polacy zasłużeni dla Łatgalii i łotewskiej Polonii.

## Pochowani na cmentarzu
- Jan Mączyński (1885–1939) – dyrektor Gimnazjum Polskiego w Dyneburgu w latach 1921–1934, nauczyciel geografii i astronomii
- Jadwiga Bażyk – nauczycielka, w latach 1945–1948 wicedyrektor ostatniej szkoły polskiej w Dyneburgu
- Bolesław Ławrynowicz (1892–1971) – ksiądz rzymskokatolicki, działacz Polonii łotewskiej w dwudziestoleciu międzywojennym
- Stanisław Syrewicz – prawnik, pierwszy kier. konsulatu RP w Dyneburgu
- Jan Wierzbicki (1888–1946) – wiceprzewodniczący Rady Miejskiej Dyneburga od 1922, poseł na Sejm Łotwy (1922–1934).

Na cmentarzu została pochowana również Valerija Seile (1891–1970) – łotewska nauczycielka i działaczka oświatowa, polityk, poseł na Sejm (1920–1925) i minister edukacji Łotwy. 
Umieszczono tu tablicę pamiątkową ku pamięci hrabiego Leona Platera.